# 閭大肥
閭 大肥（りょ だいひ、生年不詳 - 430年頃）は、柔然から北魏に帰順した人物。悦勃大肥とも書かれる。

## 経歴
道武帝のとき、弟の大泥倍頤とともに一族を率いて北魏に帰順した。華陰公主を妻に迎え、其思子の爵位を受け、弟とともに上賓となり、八議に入った。明元帝が即位すると、大肥は内都大官となり、爵位は侯に進んだ。神瑞年間、都将となり、越勒部を跋那山で撃破した。416年、再び都将となり、禁兵を率いて柔然を討ち、その大将の莫孤渾を捕らえた。423年、宜城王奚斤が虎牢を攻撃したとき、大肥は娥清とともに十二軍を率いて中道に進出し、高平・金郷の地を攻略して、東は泰山にいたった。使持節・安陽公となり、陳汝に駐屯した。425年、奚斤とともに雲中白道に進出して大檀を撃破した。凱旋すると、内都大官となった。使持節・冀青二州刺史として出向し、仮の滎陽公となった。まもなく召還され、特進となった。再び冀青二州刺史として出された。また召還されて内都大官となった。427年、夏の赫連昌を討って、正式に滎陽公に封ぜられた。華陰公主が死去したため、濩沢公主を後妻に迎えた。429年、都将となり、大檀を撃破した。凱旋の途中に渇侯山に立ち寄り、東部高車を巳尼陂で破った。430年、夏の平涼を攻撃して功績を挙げた。太武帝は大肥を王に封じようとしたが、病のため死去した。中山王の位を追贈された。
子の閭賀は早逝したため、大肥の弟の閭驎が爵位を嗣いだ。さらに弟の閭鳳が爵位を嗣ぎ、鎮南将軍・肆州刺史となった。

## 伝記資料
- 『魏書』巻三十 列伝第十八
- 『北史』巻二十 列伝第八